# August Geerkens
August Geerkens (* 14. Februar 1874 in Oldenswort, Schlapphörn; † 14. Juni 1964 in Husum) war ein deutscher Landwirtschaftsdirektor, Heimatforscher, Schriftsteller und Museumsleiter.

## Leben
Geerkens studierte Landwirtschaft und wurde 1900 in Jena promoviert. 1905 wurde er Direktor der Landwirtschaftskammer Oldenburg. 1911 übernahm er den Hof Schlapphörn seiner Eltern bei Oldenswort. Er arbeitete am Aufbau des Heimatmuseums in Tönning mit und gründete 1913 den Eiderstedter Heimat- und Geschichtsverein. Nach 1918 war er als landwirtschaftlicher Sachverständiger tätig. 1927 regte er das Eiderstedter Heimatfest an.

## Veröffentlichungen (Auswahl)
- Korrelations- und Vererbungs-Erscheinungen beim Roggen, insbesondere die Kornfarbe betreffend. Staub, Dresden 1901 (Zugl.: Jena Univ. Diss. 1900).
- Tönning. In: Die Heimat. Bd. 24 (1914), Heft 5, Mai 1914, S. 121–127 (Digitalisat).
- Das Heimatmuseum des Kreises Eiderstedt in Tönning. In: Die Heimat. Bd. 24 (1914), Heft 5, Mai 1914, S. 139–143 (Digitalisat).
- Aus der Eiderstedter Hausbargswirtschaft Blütezeit. In: Die Heimat. Bd. 25 (1915), Heft 5, Mai 1915, S. 96–102 (Digitalisat), Heft 6, Juni 1915, S. 121–129.
- Die Stuben im Eiderstedter Heimatmuseum. Lühr & Dircks, Gaarden 1924.
- Die Geheimnisse der Toftinger Warft. In:  Jahrbuch des Nordfriesischen Vereins, Heft 12 (1925), S. 5–24.
- Die Schleswig-Holsteinische Bank und ihr Arbeitsfeld im Lichte geschichtlicher Entwicklung: Festschrift zum 50jährigen Bestehen der Bank. Schleswig-Holsteinische Bank, Husum 1926.
- Küstensenkung und Flutbewegung in der deutschen Bucht. In: Landwirtschaftliche Jahrbücher, Jg. 64 (1926).
- Festgabe zum Eiderstedter Heimatsfest 1927. Lühr & Dircks, Garding 1927.
- Caspar Hoyer: ein historisches Festspiel in 4 Aufzügen mit einem plattdeutschen Vorspiel und einem Prolog. Lühr & Dircks, Garding 1927.
- Anna Ovena: das Schicksal einer religiösen Schwärmerin in 4 Aufzügen. Christians, Hamburg 1931.
- Eiderstedt, mein Heimatland: heimatliche Aufsätze und Gedichte. Lühr & Dircks, Garding 1935.
- Die Eiderstedter (Holländer) Mobilien-Brandgilde. Lühr & Dircks i. Komm., Husum 1949.
- Der Cecilienkoog: eine dankbare Würdigung des Deichbaues von 1905, der Besiedlung von 1906 und der Entwicklung. Clausen & Bosse, Leck 1956.
- Jean Henri Graf Desmercieres: ihro Königl. Majestät zu Dänemark, Norwegen, Holstein allergnädigst bestallter Geheimer Konferenzrath des Elefanten-Ordens Ritter, Direktor der Königl. Bank von Kopenhagen, Erbherr auf Emkendorf, Quarnbek, Warleberg, Rathmannsdorf, Besitzer der oktroyierten Köge und des Vorlandes in der Bredstedter Bucht. Wolff, Flensburg 1960.